# Àrtam de les Fiji
L'àrtam de les Fiji (Artamus mentalis) és una espècie d'ocell de la família dels artàmids.

## Hàbitat i distribució
És endèmica de les illes Fiji, a Oceania. Els seus hàbitats naturals són els boscos subtropicals o tropicals humits de baixa altitud.